# Ахинора Куманова
Ахинора Константинова Куманова е българска и немска поп певица. Под името Нора Нова тя става първата българка, участвала в музикалния конкурс на „Евровизия“ и влязла в западноевропейски класации.

## Биография
Ахинора е родена в семейството на баща дипломат и майка оперна певица. Част от детството си прекарва в Берлин, където баща ѝ е посланик по времето на цар Борис III. В ранна детска възраст, майка ѝ умира. По време на войната с баща си и сестра си се завръщат в България. С настъпването на комунизма чичо ѝ е убит от Народния съд, а баща ѝ лежи два пъти в лагера Белене.
Впоследствие самата Ахинора е възприемана като „вражески елемент“ поради участието си в оркестъра „Джаз на оптимистите“. В този период тя се запознава с музиканти като Леа Иванова и Сашо Сладура. Става известна с песента си „ЦУМ, ЦУМ, ЦУМ“, която освен в България е също записана на плоча в Румъния от звукозаписната компания „Electrecord“. По време на Унгарските събития лежи в затвора, а впоследствие е насилствено разведена от първия си съпруг Паскал.
Успява да напусне България през 1960 г. след фиктивен брак по предложение на германец от ГДР, който я харесва на концерт и ѝ предлага да напусне страната. Впоследствие и двамата бягат от Източна в Западна Германия, където известно време са в бежански лагер.

## Кариера
Поради добрия немски, а и сензацията, която представлява историята на избягалите семейство източногерманец и известна българска певица, тя е забелязана от звукозаписните компании — през 1960 г. сключва договор с „Електрола“, с която има издадени 3 грамофонни плочи, а впоследствие още 7 грамофонни плочи, издадени от „Ариола“ (днес част от Sony Music). Продуцент е известният Нилс Нобах, който по това време продуцира и изпълнители като Марлене Дитрих, Далида, Нана Мускури, Жилбер Беко. Той дава идеята за артистичния псевдоним „Нора Нова“ (от ахиНОРА кумаНОВА).
През 1961 г. тя се класира четвърта на германския Шлагерен фестивал с песента „Du bist so lieb, wenn du lächelst, Cherie“ („Толкова си хубав, когато се усмихнеш, скъпи“). Получава Златна плоча за 1 милион продажби за сингъла си „Nora telefon aus st tropez“. А през 1963 г. българката стига до 20-о място в западногерманската класация за сингли с песента „Männer gibt's wie Sand am Meer“ („Мъже има, колкото пясъчинки в пясъка“).
През 1964 г. Нора Нова е избрана да представлява ФРГ на песенния конкурс на Евровизия с песента „Man gewöhnt sich so schnell an das Schöne“ („Колко бързо свикваме с хубавите неща“). По време на нейното изпълнение на конкурса демонстрант скача на сцената с плакат против испанския диктатор Франко – „Boycott Franco & Salazar“. На това обстоятелство певицата отдава и класирането си на 13-о място от 16 страни, което дели с песните на Швейцария, Португалия и Югославия. Оригиналният запис на Евровизия през 1964 г. е изгубен след пожар в студията на Датската телевизия, но аудио запис оцелява и днес може да бъде чут онлайн. До скоро песента бе с най-дългото име на конкурса „Евровизия“, но рекордът бе подобрен през 2024 г. от естонските групи „5минуст“ и „Пулуп“ и изпълнението им „(Nendest) narkootikumidest ei tea me (küll) midagi“ („Все още не знаем нищо за (тези) наркотици“) .
След Евровизия Нора Нова участва в телевизионни предавания на италианската Rai Radio Televisione Italiana, където изпълнява песента си „Tombola-Lola“. Записва песента си от Евровизия и на френски език. През 1982 г. участва като актриса в сериала „Schwarz Rot Gold“.
След третия си развод се премества в Мюнхен, където развива успешен моден бизнес. В апогея на бизнеса си държи 6 бутика, като част от тях са в хотели като „Хилтън“ и „Шератон“. Впоследствие отваря бистро „Casa-Nova“, а в годините преди завръщането си в България се занимава с антики и мебели.
През следващите години Ахинора Куманова се завръща в България, където участва активно във формирането и организацията на СДС. Занимава се с меценатство, като също така се появява в телевизионни интервюта.
Нора Нова и изпълнението на песента ѝ за Евровизия е изиграно в хитовия немски сериал "Ku'damm 63". Сериалът, излъчен през 2021 г. по телевизия Цет Де Еф, е с тв рейтинг за Германия от 15% от телевизионната аудитория или близо 5 млн. човека са гледали всяка серия.